# Amphicyclotulus schrammi
Amphicyclotulus schrammi là một loài ốc nhiệt đới có mang và nắp, là động vật thân mềm chân bụng sống trên cạn thuộc họ Neocyclotidae.

## Phân bố
Guadeloupe